# Gvadalupa
Gvadalupa (fra. Guadeloupe) je malo otočje u Antilima u Karipskom moru. Nalazi se otprilike 600 km sjeverno od obale Južne Amerike i 600 km istočno od Dominikanske Republike. Nekada se zvao Karukera što znači "otok s lijepim vodama". Prekomorski je departman Francuske.

## Povijest
Prvi ljudi koji su došli na Gvadalupu bili su američki Indijanci iz plemena Arawaks, koji su naselili otok 300 godina prije naše ere i bavili se pretežito ribolovom i poljoprivredom. Otok je na svom drugom putovanju 14. studenog 1493. otkrio Kristofor Kolumbo. Francuzi su kolonizirali otok 1635., na njega naselili afričke crnce koji su radili na velikim plantažama šećerne trstike koja je postala glavni ekonomski resurs na Gvadalupi. Otok su mnogo puta tijekom stoljeća otimali Britanci i ponovno osvajali Francuzi, da bi napokon 1815. Bečkim ugovorom otok pripao Francuskoj. Ropstvo je na otoku ukinuto 1848. Otok je postao prekomorski departman Francuske 19. ožujka 1946.

## Administracija
Gvadalupa je samostalna administrativna regija i prekomorski departman Francuske (DOM- département d'outre-mer) s prefekturom u Basse-Terrei. Zajedno s Martinikom koji se nalazi oko 150 km na jugu i Francuskom Gvajanom koja se nalazi na sjeveru Južne Amerike čini Francuske Departmane Amerike (départements français d'Amérique-DFA). Gvadalupa je jedna od sedam ultraperifernih regija Europske unije.

## Zemljopis
Gvadalupa se sastoji od 4 veća otoka, 1 otočja i mnogo manjih otoka. Veći otoci su Basse-Terre, Grande-Terre, La Désirade, Marie-Galante. Otočje Les Saintes se sastoje od 9 otočića od kojih su samo dva naseljena: Terre de Haut i Terre de Bas.
Basse-Terre ima površinu 848 km², i vulkanskog je reljefa, dok je Grande-Terre površine 588 km², s brežuljkastim i nizinskim reljefom. Otoci su odvojeni malim kanalom kojeg zovu Rivière Salée, tj. Slana rijeka.

## Ekonomija
Ekonomija Gvadalupe ovisi o poljoprivredi, turizmu i industriji. Više od 50% izvoza čine banane. Industrija se većinom bavi proizvodnjom šećera i ruma.

## Demografija
Većina su vjernika katolici (95%), hinduisti (4%) i protestanti (1%). Francuskim se koristi 99% stanovništva.
Populacija od 448 000 stanovnika iz 2005. godine sastojala se od sljedećih glavnih skupina: gvadalupski kreoli 332 000 (govore francuski) i gvadalupski mestici 88 000 (francuski); Haićani 12 000; Francuzi 7400; Tamili 4500 (tamilski jezik); kreoli s Djevičanskih otoka (3300, govore kreolsko-engleski) Dominikanci 500 (španjolski); Sirijski Arapi (700).

## Jezik
Na Gvadalupi se govori 4 jezika, od kojih je službeni francuski sa 7.300 govornika (2004.); ostali jezici su: gvadalupski kreolski francuski s 430.000 govornika (2001.); haićanski kreolski 12.000 (2004.); engleski 200 (2002).

## Kultura
Gvadalupska kultura je mješavina europske, indijske, afričke, južnoameričke i sirijsko-libanonske kulture.

## Šport
Lilian Thuram, jedan od najboljih francuskih obrambenih igrača, rođen je na ovom otočju. Na otočju je rođena i francuska atletičarka trostruka olimpijska pobjednica Marie-José Pérec.

## Vanjske poveznice
- Conseil régional de la Gouadeloupe  Arhivirana inačica izvorne stranice od 19. veljače 2014. (Wayback Machine)
- Indijanci na Gvadalupi
- Lista spomenika na Gvadalupi
- Poštanske markice s Gvadalupe.

|  | Portal Francuske: pristup člancima s tematikom o Francuskoj |